# Yungay
Yungay é uma comuna da província de Ñuble, localizada na Região de Biobío, Chile. Possui uma área de 823,5 km² e uma população de 16 814 habitantes (2002).

## Geografia
Embora a área total da comuna esteja em torno de 823 km quadrados, apenas 3,87 km quadrados (0,47% do território total) foram urbanizados: as cidades de Yungay (com 9 288 habitantes em 2002) e de Campanario. No censo de 2017, foram contabilizados 17 787 habitantes na comuna. 
A Comuna de Yungay está localizada nas fronteiras orientais da Região de Biobío, assim, contém partes da Cordilheira dos Andes, onde a altitude atinge entre 150 e 2000 metros acima do nível do mar. Vários rios saem do setor dos Andes e atravessam a região. 

Geralmente, a terra é dedicada à agricultura, principalmente o plantio de Pinheiros da Califórnia, trigo, aveia ou lentilha; ou para pastagem de gado. 